# 小行星8717
小行星8717（英語：8717 Richviktorov）是一颗围绕太阳公转的小行星。1995年9月26日，T. V. Kryachko在喀山发现了此天体。
这颗小行星的绝对星等为251.07169等。